# آدریان جکسون
آدریان جکسون (انگلیسی: Adrian Jackson؛ زادهٔ ۱ ژانویهٔ ۱۹۸۳) دوچرخه‌سوار اهل استرالیا است.